# Liverdun
Liverdun – miejscowość i gmina we Francji, w regionie Grand Est, w departamencie Meurthe i Mozela.
Według danych na rok 1990 gminę zamieszkiwało 6435 osób, a gęstość zaludnienia wynosiła 255 osób/km² (wśród 2335 gmin Lotaryngii Liverdun plasuje się na 63. miejscu pod względem liczby ludności, natomiast pod względem powierzchni na miejscu 100.).

## Populacja

Populacja Liverdun w latach 1962–2008